# Listă de cătune din România după județ
Această pagină este o listă de cătune din România aranjate după județ.

## Lista cătunelor din România

### Județul Alba
- Pietricica, parte din comuna Roșia Montană [1]
- Șesuri, comuna Almașu Mare [2]
- Turni, comuna Șugag [3]
- Ursulești, comuna Ciuruleasa [4]
- Valea Bistrei, lângă Câmpeni [5]
- Ciocănești, Comuna Mogoș, Alba, în care mai sunt 10 case în 2016 [6]

### Județul Arad
- Hărăști-Sârbi, satul Sârbi, comuna Hălmăgel

### Județul Argeș
- Olteanca, comuna Davidești [7]
- Plăieși, comuna Bughea de Sus [8]
- Rudari (Rudărie), comuna Schitu Golești, locuit de romi [9]
- Sub Dos, comuna Cocu [10]
- Tufanu cu Icoana, cătun în satul Păuleasca (Mălureni) [11][12][13]
- Valea Urdii, cătun în comuna Dâmbovicioara [14][15]

### Județul Bacău
- Albeni, comuna Nicolae Bălcescu [16]
- Bartea, comuna Asău (vezi Ceangăi)[17]
- Galei (Galeri?) [18][19][20]
- Pălămida, în Comuna Valea Seacă, Bacău

### Județul Bihor
- Barcuri, în satul Calea Mare, din comuna Lăzăreni [21]
- Dumești, comuna Roșia [22][23]
- Gruiu, comuna Budureasa, locuit de romi [24]
- Runcu [25]

### Județul Bistrița-Năsăud
- Valea Fiadului, și Valea Lungă, din apropierea orașului Sângeorz-Băi [26]
- Marea din Deal, la 5 km dupa satul Ocnita cum se merge spre Milas

### Județul Botoșani
- Balta Roșie, orașul Flămânzi [27][28]
- Sinaia, Comuna Leorda [29]

### Județul Brașov
- Sumerna, face parte din Comuna Ucea [30][31][32][33]

### Județul Buzău
- Moroieni [34]
- Poiana, comuna Colți [35]
- Terca, în satul Terca [34]
- Valea Boului, comuna Colți [35][36]
- Valea Păltinișului, comuna Gura Teghii [37]
- Vâna Rece, comuna Cozieni [38]

### Județul Caraș-Severin
- Cracu Mare, Ineleț, Crouri, Țațu și Gura Iuții sunt cele 5 cătune care compun satul Scărișoara din comuna Cornereva [39]

### Județul Cluj
- Doda-Pilii aparține de satul Răchițele, comuna Mărgău [40]
- Ic-Ponor aparține de satul Răchițele, comuna Mărgău
- Arsura și Uzină, în comuna Gilău [41]
- Alunu, Poienița, Mișcu, Rânșoru (Luncșor), în comuna Poieni [42]
- Dealul Domnului, comuna Săcuieu [43] - vezi Masivul Vlădeasa
- Gerea, comuna Ceanu Mare [44]
- Iujdei, parte din satul Muntele Rece [45]

### Județul Covasna
- Cărpinenii, comuna Estelnic.

### Județul Dâmbovița
- Știubee, comuna Valea Lungă [46][47][48]
- Pătroaia Gară, locuit de romi [49]

### Județul Dolj
- Lunca, comuna Murgași [50]

### Județul Galați
- Herești, din satul Hânțești [51]

### Județul Gorj
- Bacâți, din satul Raci, Comuna Negomir;[52]
- Barhoti, Caragui, si Cucui (defunct), din satul Timișeni
- Brânzănești, din satul Raci, Comuna Negomir;[52]
- Boncea, din satul Timișeni;
- Țogoiești, din satul Raci, Comuna Negomir;[52]
- Ursaita, comuna Bolboși [53]

### Județul Hunedoara
- „Berlin” (Mihăileni – cătun), comuna Buceș [54][55]
- Codru [56]
- Copileț, în satul Muncelu Mic [57][58]
- Dâlja este mai mult un sat, dar din punct de vedere administrativ este considerat un cartier al municipiului Petroșani [59]
- Măgura Călanului, în apropiere de Călan [60][61][62][63]
- Mladin, în satul Goleș, comuna Toplița, din Ținutul Pădurenilor [64]
- Rusești, comuna Bulzeștii de Sus [65]
- Crăciuneasa, parte din satul Ghelari, sau, în orice caz, apoape de acest sat.[66]

### Județul Ialomița
- Panduri, Frumușica, Pârlitu, Brătia - vezi și Comuna Axintele, Ialomița [67]

### Județul Ilfov
- Cocioc, comuna Periș

### Județul Maramureș
- Sehelbe și Afâniș, comuna Copalnic-Mănăștur [68]
- Craica, locuit de romi [69]
- Plopșor [70]
- Valea Hotarului, cătun în comuna Moisei [71]

### Județul Mehedinți
- Foienfir și Topolea, comuna Ilovița [72]
- Barza - ajuns sus, dupa ce ai depasit Topolova, intalnesti imensul hau în care a fost aruncat catunul Barza[73]
- Bechet, în satul Bahna, din Comuna Ilovița [72]
- Bocănești, comuna Ilovăț [74]
- Vintilani, comuna Isverna - un singur locuitor în 2016 [75][76][77]
- Valea Albă [78][79]

### Județul Mureș
- Gudea, comuna Stînceni [80][81]

### Județul Neamț
- Brateșul Unguresc, comuna Tarcău [82][83]
- Gorovei, comuna Ion Creangă [84][85]
- La Izvor [86]
- Satu Nou, comuna Bâra.
- Bârnadu,comuna Bicaz Chei

### Județul Olt
- Gagiulești, satul Sinești, Olt [87]

### Județul Satu Mare
- Luna Șes, lângă Negrești-Oaș [88]

### Județul Sălaj
- Snidă, comuna Cristolt cătunul poieni

### Județul Sibiu
- Băieși, comuna Jina, locuit de romi [89]
- Trăinei, în satul Rășinari, Sibiu, existent pe timpul copilăriei lui Emil Cioran [90]

### Județul Suceava
- Lucina, vezi Herghelia Lucina [91]
- Cruhla din comuna Moldova-Sulița [92]
- Ghicea, comuna Ulma [93]
- Hrobi din comuna Moldova-Sulița
- Boboceni,comuna Boroaia [94]
- Moroșeni, comuna Șaru Dornei[95]
- Buc, comuna Izvoarele Sucevei
- Norocu, comuna Brodina
- Ploșcii, comuna Izvoarele Sucevei
- Cununa, comuna Izvoarele Sucevei
- Dubiușca, comuna Brodina
- Ehrește, comuna Brodina
- Hrabusna, comuna Izvoarele Sucevei

### Județul Teleorman
- Satul Balaci este format din cătunele (cartierele) Braniște, Odorog și Sărăcani.

### Județul Timiș
- Rudicica, Timiș

### Județul Tulcea
- Lut Adobe, situat în vecinătatea vestigiilor coloniei Argamum [96]

### Județul Vâlcea
- Bătoaia, comuna Popești [97][98]
- Bârzani, satul Băbeni-Oltețu [99]
- Bogheni, comuna Roșiești [100]
- Cărpiniș, cătun din în fostul sat Anghelești, azi înglobat în localitatea Pietrari, județul Vâlcea [101] - vezi Biserica de lemn din Anghelești-Cărpiniș
- Copăciș, comuna Mateești [102][103][104]
- Delureni, Berbești [105]
- Ghioceoaia [106]
- Păunești [99]
- Secături, parte din satul Costești [107]
- Seica, parte din cartierul Copăcelu (Râmnicu Vâlcea) [108]
- Valea Lacului, comuna Alunu [109][110]
- Vlăduțești, comuna Mateești [111]

### Județul Vrancea
- Casotesti, comuna Nereju [112]
- Chetre, comuna Vrâncioaia [113]
- Pârâul Gurbănesei [114]
- Seaca, comuna Vârteșcoiu [113]
- Spulber, din satul Paltin, Vrancea în comuna Paltin [115]
- Popesti
- Streiu, situat probabil în comuna Tulnici [116]

## Veziși
- Lista localităților fictive din România
- Lista paginilor care încep cu „Cătun”
- Lista paginilor care conțin în titlu termenul „Cătun”